# Vasiana
Vasiana est une commune rurale malgache, située dans la partie ouest de la région de Vakinankaratra.